# めっき
めっき（鍍、英: plating）は、表面処理の一種で、金属または非金属の材料の表面に金属の薄膜を被覆すること。
金属の表面に他の金属を圧延して貼り合わせる技術はクラッドといい区別する。
「メッキ」と片仮名で表記されることも少なくないため、外来語のように受け取られることもあるが、和製漢語とされる滅金（めっきん）に由来する語である。鍍金（ときん、めっき）ともいう。

## 概要
めっきには電気めっきや溶融めっきなど様々な方法があり目的や用途によって使い分けられる。めっき処理の目的には、装飾、防蝕、表面硬化、機能性付与（機械的・電気的・磁気的・光学的特性）などがある。また、代表的なめっき製品にトタンやブリキがある。トタンは鉄に亜鉛をめっきしたもの、ブリキは鉄にスズをめっきしたものである。鉄等の母材に亜鉛等のイオン化傾向の大きい金属をめっきすることで電位差によって、スズ等のイオン化傾向の小さい金属をめっきする事で皮膜によって母材の腐食を防ぐ効果がある。
導電性の素材はめっき液に浸けて陰極につなぐことによってめっきする。プラスチック等の不導体にめっきを施す場合には、表面に導電化処理を施してからめっき液に浸けて電解したり、真空蒸着やスパッタリングによってめっきを施す。
日本語のめっきの語源は滅金（めっきん）に由来する。例えば東大寺盧舎那仏像（奈良の大仏）では、金を水銀に溶かしてアマルガム化し、これを塗布してから加熱して水銀を蒸発させて金だけを残す方法（塗金という）が行われた。アマルガム化の際に金は水銀中に溶かされてしまうことから滅金と呼ばれた。なお、金属膜を被せる技術を鍍金（ときん）という。
なお、日本語では貴金属（特に金）でめっきした卑金属が外見ほどの価値を持たない点から、比喩として、今まで実力があるように見えていた人物が実はそうではなかったと判明した場合や重大な失敗をした場合などに、「めっきがはげた」という表現がしばしば用いられる。関連する類似の表現として、美術品の制作などで、元はあまり価値のない下地素材に金箔などで装飾を施して価値のあるものを作ることから生じた比喩として、経歴の見た目をよくするための行為などを「箔をつける」と呼ぶことがある。

## 歴史
世界最古のめっきが行なわれた時代は、紀元前1500年頃にはアッシリアで錫めっきが行われていたとの記録があるとされる他、現在のイラクの首都バグダッド郊外から出土したバグダッド電池を根拠として、2000年前のパルティア人によるものとする説、1700年前のスキタイ人によるものとする説など様々である。
日本へは仏教とともに技術が伝来したといわれている。1871年に偶然発見された仁徳天皇陵の埋葬品である甲冑（4 - 5世紀頃）が日本最古である可能性（埋葬者は仁徳天皇と確定していない）があるが、甲冑は埋め直しが行なわれたため現存していない。
近代日本においては薩摩藩主島津斉彬が初めて電気めっきを試みたとされ、1855年に初めて甲冑金具に行ったのが最初と伝えられる。1871年に宮崎柳条が「西洋百工新書」を出版しているが、その中に電気めっきの工程が紹介されている。
1937年（昭和13年）8月20日、大蔵省は戦時経済体制の強化を図るために金使用規則を改正。金めっきを含む金製品の製造は大蔵大臣の許可を要するものとなった。

## 成膜機構による分類
めっきの方法には、電気めっき、溶融めっき、無電解めっき、真空めっき（PVD）、気相めっき（CVD）などがある。

### 電気めっき（電解めっき、電鍍）
電気めっきとは外部電源を用いて被めっき物の表面に金属イオンの還元反応を生じさせて金属を析出させる方法である。電気めっきの用途には、装飾、防蝕（さび止めや塗装の下地など）、表面硬化、摩擦の緩和、ゴム等との接着、浸炭や窒化の防止、寸法を合わせるための肉盛り、表面模写、着色などがある。

#### 特徴
電気めっきには、めっき可能な金属が多い、厚さの調整が容易である、外観の美しい金属光沢を得られる、被めっき物の物性を損ないにくいといった特徴がある。

#### 種類
- 白金めっき
- 金めっき（鍍金（英語版））
  - 青化金浴
  - 酸性金浴
- 銀めっき（鍍銀）
- 銅めっき（鍍銅（英語版））
  - 青化銅浴
  - 硫酸銅浴
  - ピロ燐酸銅浴
- 亜鉛めっき、鍍鋅（としん）
  - 青化浴
  - 酸性浴
  - ジンケート浴
一般的に各浴種ともめっき後 以下の化成処理（6価クロムを使用した場合のみクロメート処理）を施す。
  - 光沢クロメート処理（1種）
  - 有色クロメート処理（2種）
  - 黒色クロメート処理
  - グリーンクロメート処理
  - 耐食型3価クロム化成処理
  - 外観型3価クロム化成処理
  - 黒色3価クロム化成処理
- カドミウムめっき
亜鉛めっきと同じく、めっき後に化成処理を施す。
- 錫めっき、鍍錫（としゃく）
  - 無光沢錫めっき
  - 光沢錫めっき
- 電解ニッケルめっき
  - ワット浴ニッケルめっき
  - ジュールニッケルめっき
  - サチライトニッケルめっき
  - スルファミン酸浴ニッケルめっき
  - ウッド浴ニッケルストライクめっき
  - 光沢ニッケルめっき
  - 半光沢ニッケルめっき
  - 無光沢ニッケルめっき
  - 黒色ニッケルめっき
- クロムめっき（英語版）（クロムを使っためっき）
  - 装飾クロムめっき
正しくは、ニッケル-クロムめっき。下層にニッケルめっきを施した後、上層にクロムめっきを0.1 - 0.5μm施す。ニッケルめっきも半光沢ニッケルめっきと光沢ニッケルめっきの2層にしたり、この間に高硫黄含有率のニッケルめっきを挟むこともある。
    - マイクロポーラスクロムめっき
    - マイクロクラッククロムめっき

  - 工業用（硬質）クロムめっき
  - 黒色クロムめっき
- 合金めっき
  - 亜鉛系合金めっき
    - 亜鉛-鉄
    - 亜鉛-ニッケル
上記2種共に亜鉛めっきと同じく、めっき後に化成処理が施される。

  - スズ-亜鉛
  - スズ-銀
  - スズーコバルト合金めっき（ガラクローム）
  - 銅-亜鉛合金(黄銅)めっき
  - ブロンズめっき
  - はんだめっき
電子部品の端子のはんだ付け性改善のために行なわれていたが、RoHS対応のためスズめっき、金めっき、パラジウム、スズ-亜鉛、スズ-銀めっき等への切替が進んでいる。ウィスカーの生長はSn-Pbめっきにより回避してきたので、代用材用の使用によって、短絡事故など20世紀の前半に克服した問題が再び顕在化している。

その他、素材の違いなどによって、各めっきともにさまざまな浴種が存在している。

#### 電鋳
伝導体を金属イオンを含む電解液に浸漬し電気分解を行うと陰極に金属が電析する現象を利用した技術には、電気めっきのほか、電解採取、電解精製、電鋳、電解金属箔などがある。
このうち電鋳（でんちゅう）は電気めっき（電解めっき）でめっきを厚く重ねることによって強度を持たせ、あたかも鋳造品のようにするものである。レコードやコンパクトディスク、DVDのスタンパ、ソフトビニール製品の金型、加速器の部品、ロケットエンジンの燃焼室の製造等に使用される。常温で細部の忠実な再現に適していることから、精密な加工に適している。一方、加工時間がかかるので大量生産には適さない。

### 無電解めっき
無電解めっきとは外部電源なしで被めっき物の表面に金属を析出させる方法である。化学薬品の還元作用によって金属を析出させ、還元される金属そのものが触媒として働く。自己触媒めっき法とも呼ばれる。
- 無電解銀めっき
- 無電解銅めっき
- 無電解ニッケルめっき / カニゼンメッキ(Electroless nickel plating)
プラスチックへのめっき(導体化処理)に用いられる低温アンモニアタイプと、硬質クロムめっきの代替として用いられる高温酸性タイプに大別される。カニゼンめっきと呼ばれるのは後者。
- 無電解ニッケル-タングステン合金めっき
- 無電解ニッケル-PTFE複合めっき
- 無電解スズめっき
- 無電解金めっき

### 溶融めっき
溶かした金属中に鋼材等を浸けこみめっきする。通称どぶ漬け。厚い被膜を得ることができる、大型の構造物でも短時間で加工できる、連続めっきが容易、パイプ内など手の届かないところにもめっきができるなどの特徴がある。
- 溶融亜鉛めっき
- HOT-DIP錫めっき
- ガルバリウム
- 溶融アルミニウムめっき

### 真空めっき
真空めっきには真空蒸着のほか、スパッタリングやイオンプレーティングなどがある。

## 装置・加工方法による分類

### ラック（吊り）めっき
治具に加工対象を取り付け、治具を経由して給電させて行う。

### バレルめっき（ガラめっき）
小物のめっきで使われる手法。バレル(樽)の中に多数の加工対象と電極線(デングラー)を投入し、バレルを回転もしくは揺動させて、加工対象同士で電気的に接触させる。

### フープめっき（リール to リール、連続）
長尺物や線材を連続的にめっきする手法。リールに巻かれた加工対象を、前処理工程やめっき工程を連続的に通過させて、再びリールに巻き取る。電子部品のコネクターやリードフレームで行われているが、大規模になると亜鉛めっき鋼板で行われている。